# Somogyapáti, Baranya
Somogyapáti este un sat în districtul Szigetvár, județul Baranya, Ungaria, având o populație de 484 de locuitori (2011). 

## Demografie
Componența etnică a satului Somogyapáti
     Maghiari (82,18%)
     Romi (14,46%)
     Germani (2,18%)
     Necunoscut (0,59%)
     Croați (0,59%)
     Alții (0,59%)
Componența confesională a satului Somogyapáti
     Romano-catolici (42,36%)
     Fără religie (19,21%)
     Reformați (4,55%)
     Necunoscută (33,06%)
     Atei (0,83%)
Conform recensământului din 2011, satul Somogyapáti avea 484 de locuitori. Din punct de vedere etnic, majoritatea locuitorilor (82,18%) erau maghiari, existând și minorități de romi (14,46%) și germani (2,18%). Apartenența etnică nu este cunoscută în cazul a 0,59% din locuitori. Nu există o religie majoritară, locuitorii fiind romano-catolici (42,36%), persoane fără religie (19,21%) și reformați (4,55%). Pentru 33,06% din locuitori nu este cunoscută apartenența confesională.